# Бріофілум
Бріофілум (Bryophyllum) — група видів рослин родини Товстолисті (Crassulaceae), яка зазвичай включається як розділ до роду каланхое, але також вважається окремим родом. У групі налічується близько сорока видів, корінними яких є Південна Африка, Мадагаскар та Азія. Група примітна тим, що вегетативно вирощує невеликі бруньки на краях і кінчиках філокладій. Бруньки скидаються філокладіями і можуть укорінюватися та переростати в нові рослини у вигідних місцях. Бруньки виникають в результаті мітозу тканин меристематичного типу у філокладіях.
Bryophyllum натуралізується у багатьох частинах тропіків і навмисно культивується завдяки привабливості, цікавому розмноженню бруньками на філокладіях.

Три найкультивованіших види:
- Bryophyllum daigremontianum
- Bryophyllum pinnatum
- Bryophyllum delagoense